# Colt New Service Revolver
Die Colt New-Service-Revolver wurden von der Firma Colt’s Patent Firearms Manufacturing Co. in Hartford, Connecticut, USA von 1898 bis 1944 hergestellt. Es handelte sich um großrahmige 6-schüssige Revolver mit Ausschwenktrommel, die zur Verwendung moderner großkalibriger Munition geeignet waren.

## Geschichte
Nachdem 1892 die US-Streitkräfte den Colt-Single-Action-Army-Ordonnanzrevolver durch die neuentwickelten Colt Model 1889 Navy und 1892 Army im Kaliber .38 Long Colt ersetzt hatten, mussten sie feststellen, dass sich diese Double-Action-Revolver mit ausschwenkbarer Trommel nicht bewährten, die .38-Patrone war zu schwach, ihr fehlte die Mannstoppwirkung. Dies führte einerseits zur Entwicklung einer Selbstladepistole, dem Colt M1911 im Kaliber .45 ACP, andererseits entwickelte Colt den großrahmigen New-Service-Revolver mit Ausschwenktrommel für die .45-Long-Colt-Patrone. Vom New-Service-Revolver wurden von 1898 bis etwa 1945 in einer Seriennummernreihe ca. 356.000 Exemplare in verschiedenen Varianten hergestellt.

## Technik

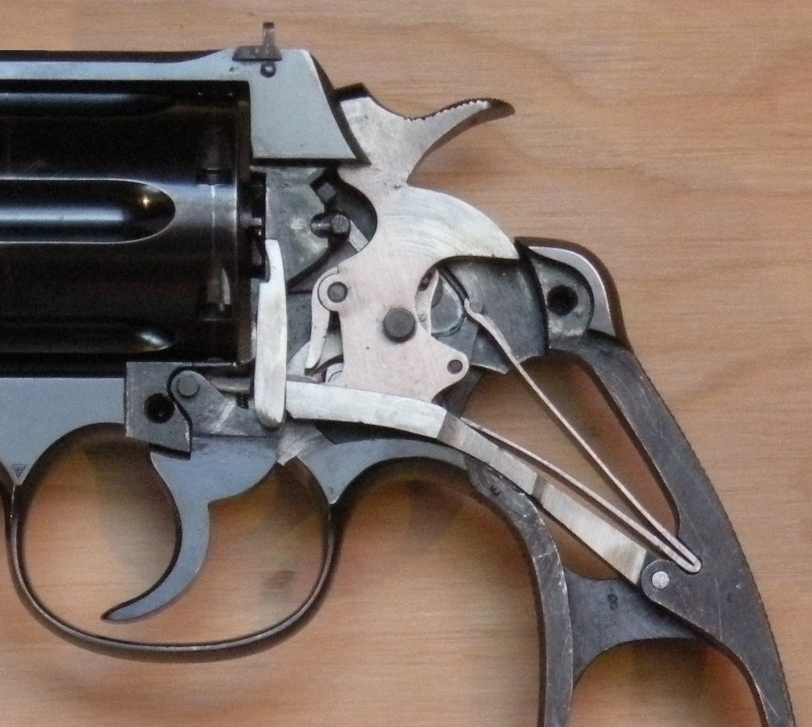
Schloss der Colt New-Service-Revolver

Während die Double-Action-Revolver 1889 Navy und 1892 Army noch Schlösser hatten, die weitgehend denen der Colt Double Action Revolver Model 1877 und 1878 mit einer Blattfeder entsprachen, waren die Colt-New-Service-Modelle mit einer Weiterentwicklung des von M. Kaufmann und J. Warnant in England patentierten Revolverschlosses ausgerüstet, das auch in Webley- und Enfield-Revolvern verwendet wurde (Br. Pat. 4302/1880). Das Schloss hat eine zweischenklige Schlagfeder, die gleichzeitig als Rückspringfeder für den Hahn dient und den Trommeltransporthebel in vorderer Position hält. Zudem ist die nach links ausschwenkbare Trommel nicht wie die der 1889-Navy- und 1892-Army-Revolver links-, sondern rechtsdrehend.
Nach 1905 (ca. ab Seriennummer 12.000) wurde zusätzlich ein „Hammer-block“ eingebaut um das Zünden einer Patrone zu vermeiden wenn der Abzug nicht gezogen ist. Etwa gleichzeitig wurde vom fest auf dem Hahn eingesetzten Schlagbolzen abgegangen, der mit Spiel eingesetzte Schlagbolzen erlaubte, das Zündloch im Rahmen präziser, respektive kleiner zu bohren.
Die New-Service-Revolver wurden serienmäßig in den Lauflängen von 2 bis 7½ Zoll und in diversen Kalibern, .38 Long Colt, .38 Special, .38-40 WCF, .44-40 WCF, .44 S&W Special, .45 ACP, .45 Long Colt, .450 Eley, .455 und .476 Eley sowie ab 1935 im Kaliber .357 Magnum hergestellt.

## New Service .45 Long Colt, .455 und .476 Eley
Die ersten New-Service-Revolver wurden als großkalibrige Militärwaffen in den gängigen Kalibern der U.S. Army (.45 Long Colt) und der Britischen Streitkräfte (.455 Eley) mit 5½-Zoll-Läufen hergestellt und diesen für Tests zur Verfügung gestellt. Die U.S. Army erwarb nur wenige dieser Waffen, sie hatte noch eine große Anzahl Single-Action-Revolver Modell 1873 und .38-Double-Action-Revolver an Lager. In den britischen Streitkräften kamen New-Service-Revolver in großer Zahl zum Einsatz, zum Teil wurden sie von Offizieren privat beschafft. Armeewaffen wurden mit glatten Walnussholzgriffschalen und Riemenbügeln ausgeliefert.
In einem Colt-Katalog aus dem Jahr 1898 wurden diese Waffen mit fester Visierung und Hartgummigriffschalen mit einem oben eingeprägten Colt-Medaillon, mit Lauflängen von 4½-7½ Zoll in den Kalibern .45 Long Colt, .44 Russian, .38-40 und .44-40 angeboten. Die Kaliberbezeichnung für die letzteren zwei Patronen war allerdings „38 Colt's New Magazine Rifle“ und „44 Colt's New Magazine Rifle“.

## New Service Target Model

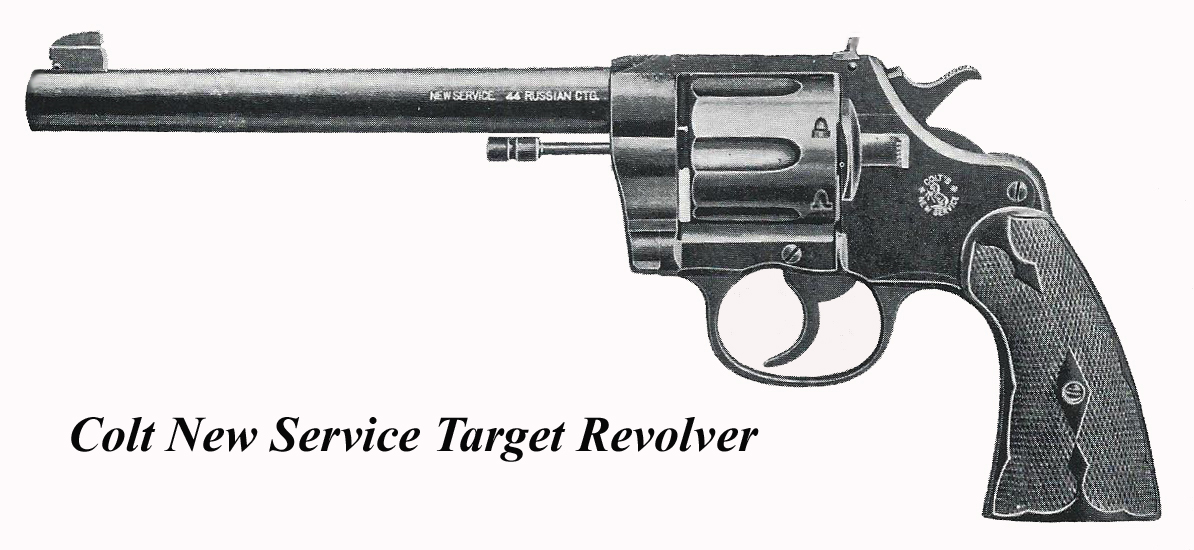
Früher Colt-New-Service-Target-Revolver, ca. 1905

Das New-Service-Target-Modell, eine speziell für das Sportschießen vorgesehene Waffe, wurde mit 7½-Zoll-Läufen ausgeliefert. Die Rahmenbrücke über der Trommel war flach, das Visier mit einer Schraube seitlich verstellbar und das Korn war in der Höhe verstellbar. Neben den in den U.S.A. gebräuchlichen Kalibern wurde es auch für Schützen in Großbritannien hergestellt. Die Läufe für die dort gebräuchlichen Eley-Kaliber waren mit Metford-Zügen versehen.
Aus einer Anzeige im amerikanischen Journal „Shooting and Fishing“ geht hervor, dass der New-Service-Target-Revolver bereits 1900 bei internationalen Schießanlässen eingesetzt worden ist.

## New Service Model 1909 U.S. Army, U.S. Navy
Diese vor dem Ersten Weltkrieg von der US-Verwaltung erworbenen Waffen zwischen Seriennummer 30.000 und 50.000 im Kaliber .45 Long Colt haben einen 5½-Zoll-Lauf, eine feste Visierung, glatte Walnussgriffschalen und sind mit einem Riemenbügel versehen.
Die an die Armee gelieferten Waffen tragen die Inspektorenmarke RAC (Rinaldo A. Clark) und die Beschriftung UNITED STATES PROPERTY an der Laufunterseite. Auf der Griffunterseite sind sie mit US ARMY MODEL 1909 No. xxx beschriftet (die Nummer entspricht nicht der Seriennummer).
Die an die Navy abgegebenen Waffen sind auf der linken Rahmenseite VP (Verified Proof) gestempelt, auf der Griffunterseite steht U.S.N. (Anker) No. xxx.
Selten sind die Waffen, die an das U.S. Marine Corps abgegeben wurden. Diese haben geriffelte Walnussgriffe, die unten leicht gerundet sind. Am Boden des Griffes tragen sie die Aufschrift U.S. M.C. No. xxx.
Während des Zweiten Weltkrieges erbeutete die Wehrmacht in Frankreich einige Revolver vom Typ 1909 und führte sie unter der Bezeichnung Revolver 636 (f).

## Model 1917 cal. 45 ACP

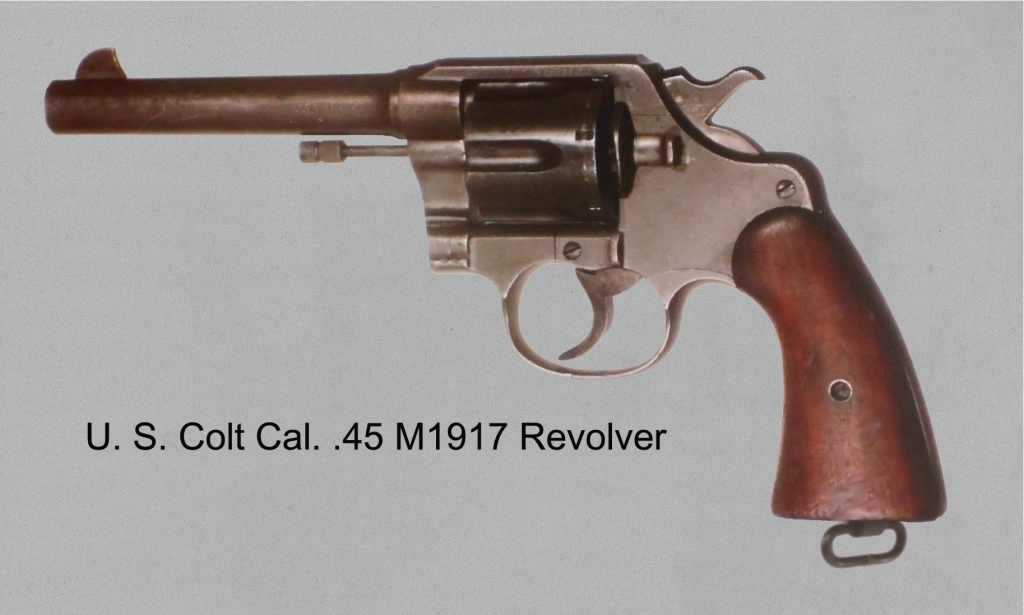
U.S. Colt 45 M1917 Revolver

Im Unterschied zum Model 1909 verschießt diese nach dem Eintritt in den Ersten Weltkrieg vom U.S. Government georderte Waffe .45-ACP-Pistolenmunition, die in Half-Moon-Clips zu je 3 Patronen geladen wird. Die Clips dienen dazu, die randlosen Patronen in der Trommel zu fixieren und das Auswerfen mit dem sternförmigen zentralen Auswerfer zu ermöglichen. Die Lauflänge von 5½ Zoll entspricht der des Modells 1909, allerdings verjüngt sich der Lauf gegen die Mündung. Zudem ist die Trommel hinten zur Aufnahme der Clips etwas kürzer. Von dieser Waffe wurden 151.700 Exemplare hergestellt, gleichzeitig stellte Smith & Wesson laut Werkaufzeichnungen 163.476 ihrer Variante dieses Revolvers, dem S & W .45 Hand Ejector Model 1917 her. Bei allen dieser aus der Kriegsfertigung stammenden Revolver ist die Oberflächenbearbeitung etwas rauer gehalten als bei Zivilwaffen.
Die New-Service-Model-1917-Revolver blieben bis 1945 bei rückwärtigen U.S.-Truppen wie der Militärpolizei. Nach 1944 wurden etwa 1000 Model-1917-Revolver aus überzähligen Teilen für den zivilen Markt zusammengebaut. Diese zwischen Seriennummer 335.000 und 336.000 hergestellten Waffen tragen die seitliche Laufbeschriftung COLT MODEL 1917.45 AUTO.CTGE.

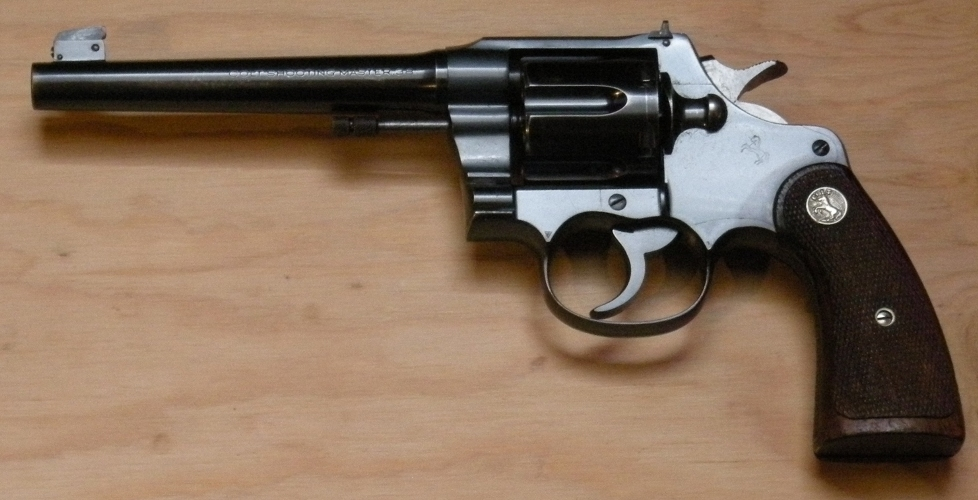
Colt Shooting Master

## Colt Shooting Master
Der Colt Shooting Master, eine verfeinerte, zwischen der Seriennummer 333'000 und 350'000 (1932–1941) hergestellte Variante des New-Service-Target-Modells wurde mit einem 6-Zoll-Lauf (andere Lauflängen waren auf Bestellung erhältlich) in diversen Kalibern gegen Ende der 1920er-Jahre als Sportwaffe auf den Markt gebracht. Ab 1935 war er auch im Kaliber .357 Magnum erhältlich. Wie das Target-Modell hatte er ein auf dem Rahmen verschiebbar eingesetztes Visier und ein blattförmiges in der Höhe einstellbar eingesetztes Korn. Die Anzahl der hergestellten Shooting Masters ist nicht bekannt.

## Einsatz im zivilen Bereich
Neben dem Verkauf an Private wurde der New Service wegen seiner robusten Struktur in großer Zahl von staatlichen Organisationen und Polizeidiensten eingesetzt. Abnehmer waren die North West Mounted Police, Vorläufer der Royal Canadian Mounted Police, das Ejercito de Cuba, das San Antonio Police Department, Texas (S.A.P.D.), die U.S. Grenzwache (U.I.B.P.), das Texas Public Savety Dept. und viele mehr.
Von Interesse sind auch die vom Colt-Mitarbeiter J. Henry Fitz-Gerald abgeänderten Waffen mit 2-Zoll-Lauf, vorne abgenommenen Abzugbügel und entferntem Hahnsporn.